# Vintileasca
Vintileasca é uma comuna romena localizada no distrito de Vrancea, na região de Moldávia. A comuna possui uma área de 63.01 km² e sua população era de 2112 habitantes segundo o censo de 2007.